# Atentado en Santoña de 2008
El 22 de septiembre de 2008 la banda terrorista ETA colocó frente al Patronato Militar de Santoña (Cantabria) España. Un coche bomba cuya explosión causaría la muerte del brigada Luis Conde de la Cruz. La DYA de San Sebastián recibió un aviso de los terroristas sobre la colocación del coche bomba. Una vez informada la Policía Local de Santoña , dos de sus agentes procedieron a evacuar el exterior del edificio. Fue en ese momento en el que el militar estaba abandonando la residencia del Patronato junto a su familia cuando se produjo la deflagración que acabó con su vida.